# Sprag clutch
Een sprag clutch is een koppeling die wordt gebruikt om een machine op te starten, vaak wordt deze gebruikt bij industriële machines, turbines ed. 
Het is een eenweg- of vrijloopkoppeling, die slechts aandrijving in één richting toestaat. Hierdoor kan de startmotor de machine wel aandrijven (starten), maar kan de eenmaal lopende machine de startmotor niet meer aandrijven. 
Het systeem is vergelijkbaar met de aandrijving van een fiets: de trappers drijven het achterwiel aan, maar het achterwiel kan draaien terwijl de trappers stilstaan.
Dit principe wordt onder meer toegepast in motorfietsen, zie hiervoor slipkoppeling.